# Deutsche Telekom Laboratories
Les laboratoires de recherche et développement de Deutsche Telekom appelés Deutsche Telekom Laboratories ou T-labs font partie de l'université technique de Berlin (TU-B).
Environ 360 personnes travaillent dans une structure créée en 2004.

## Prix
Les ingénieurs ont été récompensés par plusieurs prix :
- 2005 : Voice Award
- 2007 : vainqueur de "Ort im Land der Ideen" (Pays des idées)[1]
- 2008 : prix des sciences de Berlin pour le professeur Joost Gesche[2]
- 2010 : Open Innovation Award dans la catégorie R&D[3]
- 2011 : Prix Gottfried Wilhelm Leibniz pour Anja Feldmann[4]